# Wiscasset, Waterville and Farmington Railway

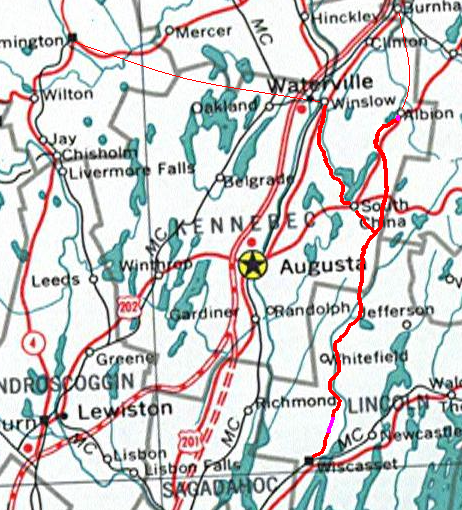
Streckennetz der WW&F
magenta = Strecke 2006 in Betrieb
rot = Strecke stillgelegt
dünn rot = nie eröffnet

Die Wiscasset, Waterville and Farmington Railway (WW&F) ist eine ehemalige Eisenbahngesellschaft in Maine (Vereinigte Staaten). Sie bestand teilweise unter anderen Namen von 1854 bis 1940.

## Geschichte

### Vorgeschichte
Die Gesellschaft wurde am 15. April 1854 von Henry Ingalls als „Kennebec and Wiscasset Railroad“ gegründet. Zunächst plante er, die bestehende Strecke der Penobscot and Kennebec Railroad mit der Küstenstadt Wiscasset zu verbinden. Nachdem 1871 die Knox and Lincoln Railway die Küstenstrecke Bath–Rockland eröffnet hatte, die die Stadt berührte, benannte er 1873 die Gesellschaft in „Wiscasset and Moosehead Lake Railroad“ um. Eine weitere Umbenennung in „Wiscasset and Quebec Railroad“ erfolgte drei Jahre später.

### Bau und weitere Planungen
Es dauerte jedoch noch einmal über 20 Jahre, ehe 1894 mit dem Bau begonnen wurde. 1895 war die gesamte 70 Kilometer lange Strecke von Wiscasset nach Albion fertiggestellt. Die Spurweite betrug 2 Fuß (610 mm). Die Strecke wurde zunächst in Richtung Burnham weitergebaut. Nachdem die Maine Central Railroad jedoch Einspruch gegen eine Überquerung einer ihrer Strecken durch die drohende Konkurrenz einlegte, brach man den Weiterbau ab und Albion wurde endgültig zur Endstation.
Ab 29. März 1901 firmierte die Gesellschaft als „Wiscasset, Waterville and Farmington Railroad“, nachdem die 1890 gegründete Waterville and Wiscasset Railroad sowie die 1897 gegründete Franklin, Somerset and Kennebec Railroad aufgekauft wurden. Die Waterville&Wiscasset hatte, wie ihr Name verrät, eine Strecke von Wiscasset nach Waterville geplant, die 1902 als Zweigstrecke von Week’s Mills nach Winslow (23,3 km) eröffnet wurde. In Winslow stieß die Strecke auf eine Strecke der Maine Central Railroad, die von dort auch nach Waterville führte. Die Hauptstrecke der Gesellschaft war fortan die Strecke Wiscasset–Winslow, der Abschnitt nach Albion wurde zur Zweigstrecke heruntergestuft.
Die Franklin, Somerset and Kennebec plante, die bestehende Anlage der WW&F mit der Stadt Farmington zu verbinden. Auch diese Strecke sollte in Week’s Mills beginnen. Der Bau wurde von der Franklin Construction Company geführt und begann mit einer Brücke über den Kennebec River, die jedoch nie vollendet wurde, da der Baugesellschaft zwischenzeitlich die finanziellen Mittel ausgegangen waren.

### Das Ende der Bahn
Die Bahn hatte von Anfang an nur wenig Personenverkehr. Auf der Strecke Week’s Mills–Winslow wurde er schon nach wenigen Jahren eingestellt. Das hauptsächliche Transportgut waren landwirtschaftliche Produkte aus dem Einzugsgebiet der Strecke sowie Kohlen von Vassalboro nach Winslow.
Nachdem die Gesellschaft am 14. Dezember 1906 Konkurs anmelden musste, benannte sie sich erneut um und hieß ab 1907 Wiscasset, Waterville and Farmington Railway. Als die Lewiston, Augusta and Waterville Street Railway eine Strecke durch Vasselboro baute, verlor die WW&F den Vertrag über den Kohlentransport an die neue Konkurrenz. Der Abzweig nach Winslow wurde daraufhin unrentabel und 1915 stillgelegt, die Hauptstrecke war somit wieder Wiscasset–Albion.
Nachdem 1931 bei einem Brand des Lokschuppens die Loks 6 und 7 zerstört wurden und die Aufsichtsbehörde den noch vorhandenen drei Lokomotiven eine maximale Betriebsfähigkeit von einem Jahr bescheinigte, kaufte Frank Winter, der 1930 die WW&F erworben hatte, die Kennebec Central Railroad, da diese 1929 stillgelegt worden war und zwei Loks in der erforderlichen Spurweite besaß.
Nach einer Entgleisung am 15. Juni 1933 südlich von Whitefield, bei der die letzte betriebsfähige Lok 8 vor einem gemischten Zug Albion–Wiscasset in den Sheepscot River stürzte, musste dann auch die Strecke Wiscasset–Albion stillgelegt werden. Lok 9, die zwei Tage vorher außer Dienst gestellt worden war, da man einen Rahmenbruch festgestellt hatte, wurde zusammen mit einem Personen- und vier Güterwagen sowie 400 Metern Gleis der Kennebec Central Railroad von Eisenbahnfreunden gekauft. Die Strecke wurde daraufhin abgebaut und das Unternehmen 1940 aufgelöst. Die Betriebsanlagen verblieben jedoch im Besitz der Familie Winter.

### Wiederaufbau
Ende der 1980er Jahre erlebte die Bahn eine Renaissance. Da die Vorgängergesellschaft der WW&F, die Wiscasset and Quebec Railroad offiziell nie aufgelöst wurde, konnte Harry Percival, der einen Großteil der Betriebsanlagen von den Nachfahren Frank Winters erworben hatte, die Gesellschaft übernehmen. Er plante, einen Teil der Strecke wieder aufzubauen. 1989 wurde die Wiscasset, Waterville and Farmington Railway Museum, Inc. gegründet. Der Abschnitt Sheepscot–Alna Center wurde 2002 wiedereröffnet und seither als Museumsbahn betrieben. Die heutige Museumsbahn ist eine von wenigen Schmalspurbahnen in 610-mm-Spurweite in den USA. 

## Fahrzeuge

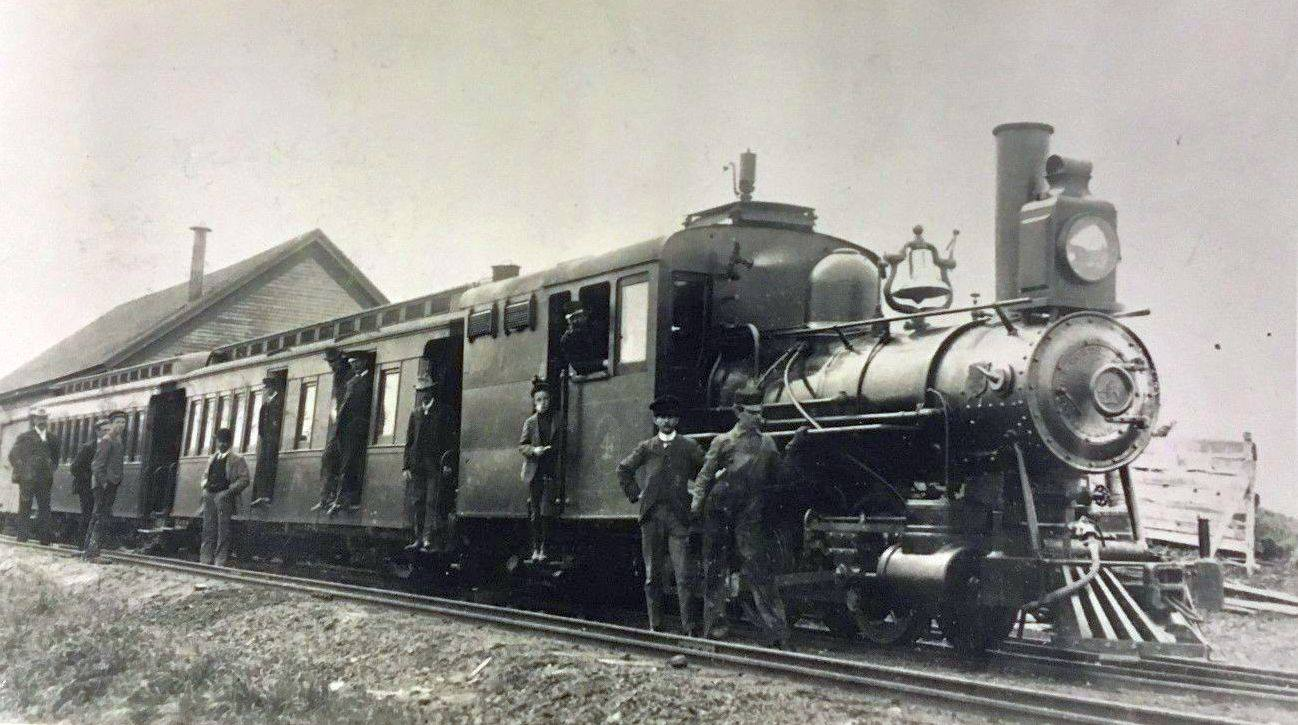
H.K. Porter Dampflok Nr. 4

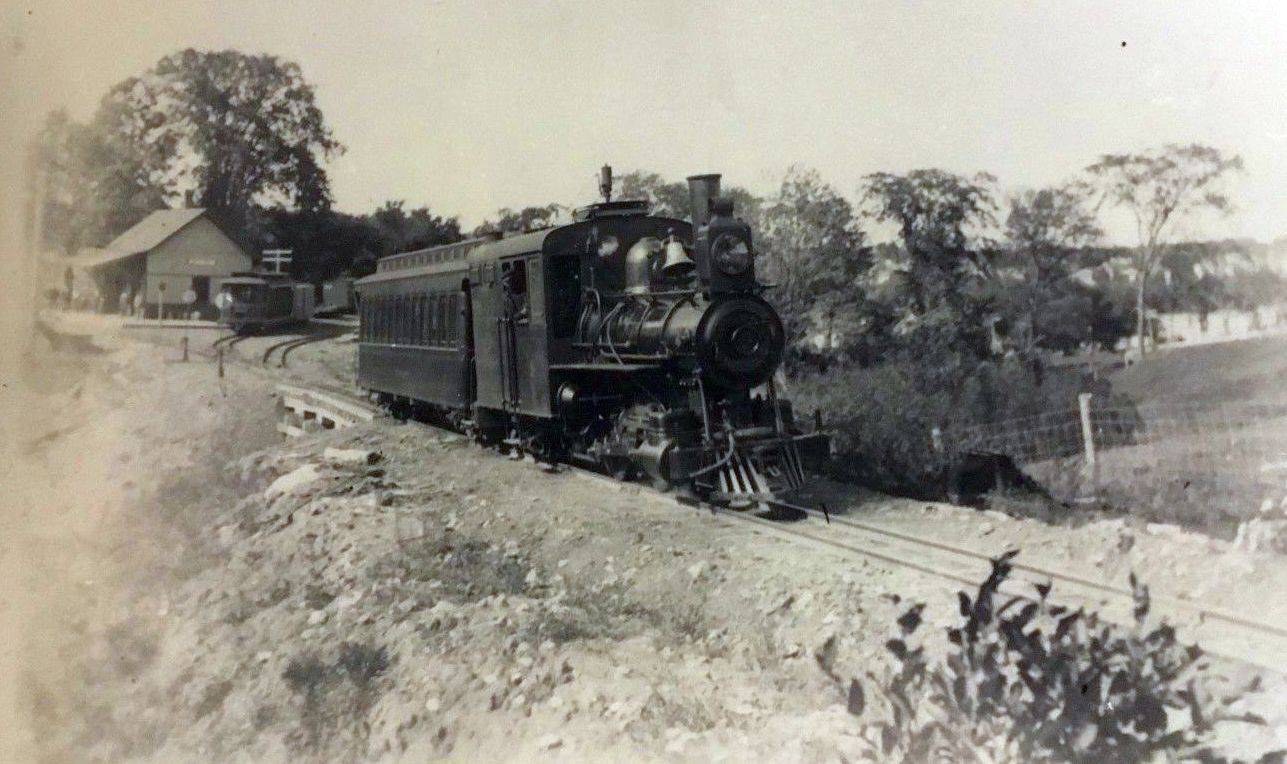
H.K. Porter Dampflok Nr. 4

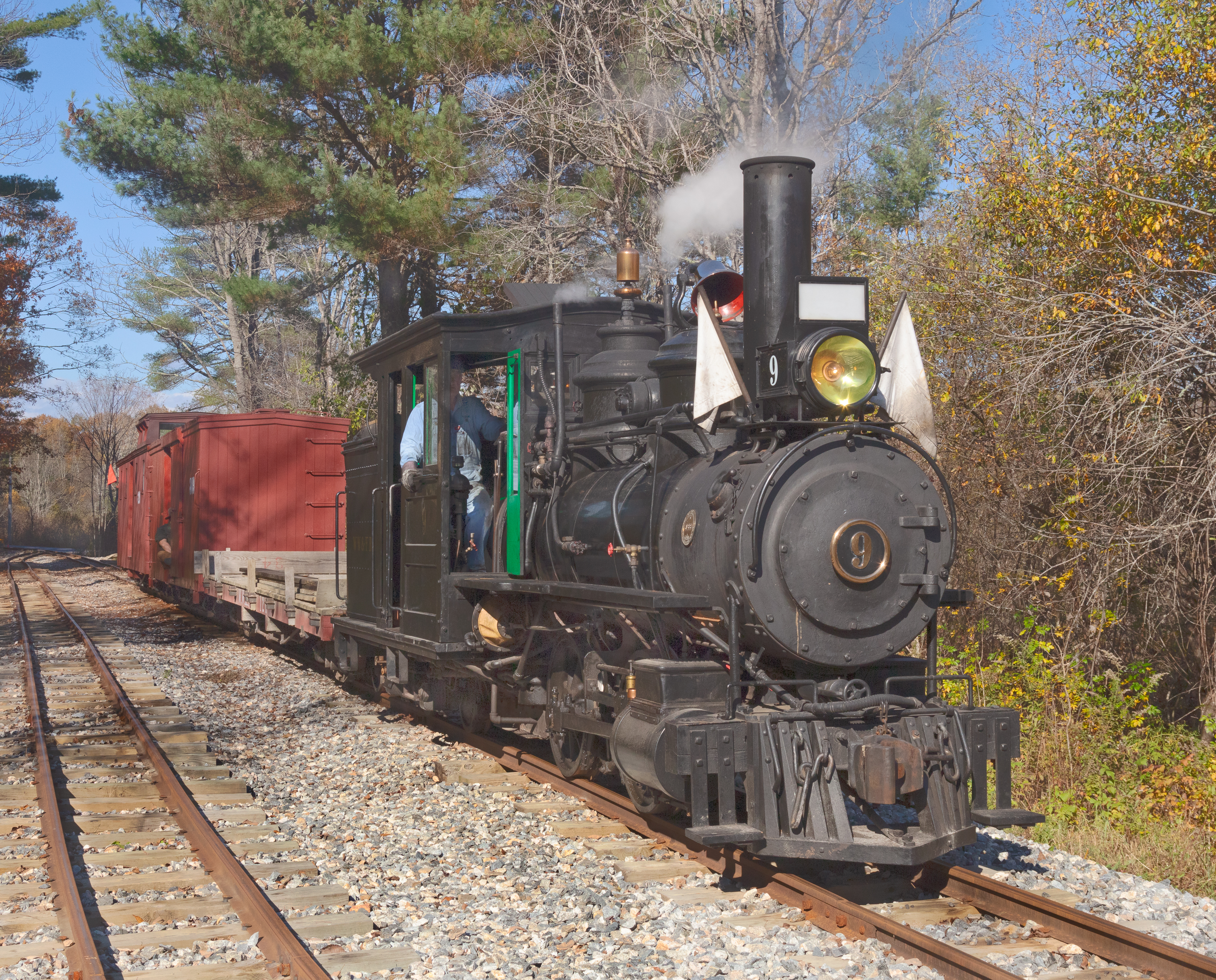
Portland No. 9 mit Güterzug

Insgesamt neun Dampflokomotiven wurden während der 38 Jahre des Betriebs auf der Strecke eingesetzt:
| Lok Nr. | Bauart       | gebaut | Hersteller | Verbleibpflok |
| ------- | ------------ | ------ | ---------- | --- |
| 1       | 0-4-4        | 1883   | Porter     | zunächst Sandy River Railroad (Nr. 3), 1895 übernommen, 1913 ausgemustert |
| 2, 3    | 0-4-4        | 1894   | Portland   | 1932 ausgemustert |
| 4       | 0-4-4        | 1902   | Porter     | 1932 ausgemustert |
| 5       | 0-4-4        | 1882   | Hinkley    | zunächst Bridgton and Saco River Railroad (Nr. 2), 1906 übernommen, 1913 ausgemustert |
| 6       | 2-6-2 Tender | 1907   | Baldwin    | im Dezember 1931 bei einem Brand zerstört |
| 7       | 2-4-4        | 1907   | Baldwin    | im Dezember 1931 bei einem Brand zerstört |
| 8       | 0-4-4        | 1892   | Portland   | zunächst Bridgton and Saco River Railroad (Nr. 3), 1922 an Kennebec Central Railroad (Nr. 3), 1932 übernommen, 15. Juni 1933 bei Unfall zerstört |
| 9       | 0-4-4        | 1891   | Portland   | zunächst Sandy River Railroad (Nr. 5), ab 1908 Sandy River and Rangeley Lakes Railroad (Nr. 6), 1922 an Kennebec Central Railroad (Nr. 4), 1932 übernommen, 13. Juni 1933 nach Rahmenbruch außer Dienst, dann Maine Narrow Gauge Railroad Museum in Portland, betriebsfähig |

Die heutige Dampflok Nr. 10 war nie auf der Originalstrecke im Einsatz. Sie war für Plantagenbahnen in Louisiana gebaut worden und hatte ursprünglich eine Spurweite von 762 Millimetern. Die Lok wurde 1999 von der Edaville Railroad erworben.
Im Geschäftsjahr 1909/10 bestand der Wagenpark der WW&F aus drei Personenwagen, zwei gemischten Wagen, einem Post- und Gepäckwagen, fünf Dienstwagen, 40 flachen Güterwaggons sowie 41 geschlossenen Güterwaggons.

## Liste der Präsidenten und Generalmanager
Der Gründer der Bahngesellschaft, Henry Ingalls, war von 1854 bis 1893 und noch einmal kurz vor seinem Tod 1896 Präsident. Erst 1893 wurde, als die Vorbereitungen für den tatsächlichen Bau der Bahn begannen, ein Generalmanager eingeführt, zunächst in Personalunion mit dem Präsidenten. Nach dem Tod Ingalls’ gab es zwei Jahre lang keinen Präsidenten, seine Aufgaben wurden in dieser Zeit offenbar vom Generalmanager mit übernommen. Ab 1929 wurden die beiden Ämter wieder in Personalunion besetzt.
| Name             | von-bis   |
| ---------------- | --------- |
| Henry Ingalls    | 1854–1893 |
| George Crosby    | 1893–1894 |
| Richard Rundlett | 1894–1896 |
| Henry Ingalls    | 1896      |
| Albert Card      | 1898      |
| Godfrey Farley   | 1898–1901 |
| Leonard Atwood   | 1901–1904 |
| Godfrey Farley   | 1905–1907 |
| Carson Peck      | 1907–1915 |
| Clara Peck       | 1915–1925 |
| H.O. Phillips    | 1926–1929 |
| H.P. Crowell     | 1929–1930 |
| Frank Winter     | 1930–1940 |

| Name             | von-bis   |
| ---------------- | --------- |
| George Crosby    | 1893–1894 |
| Richard Rundlett | 1894–1896 |
| Fred Fogg        | 1896–1898 |
| Godfrey Farley   | 1898–1907 |
| Sam Sewall       | 1907–1929 |
| H.P. Crowell     | 1929–1930 |
| Frank Winter     | 1930–1940 |

## Anhang